# Ivan Alypov
Ivan Vladimirovitj Alypov (ryska: Иван Владимирович Алыпов), född 19 april 1982 i Jekaterinburg, är en rysk längdskidåkare som har tävlat internationellt sedan 2002.